# Улус Тука-Тимура
Улус Тука-Тимура — нетривале адміністративно-територіальне формування у складі Золотої Орди і Білої Орди, що існувало у 1242—1252 роках.

## Історія
Після завершення західного походу 1242 року Бату виділив братові Тука-Тимуру
володіння навколо північного узбережжя Каспійського моря. Разом з тим доволі швидко виникли протиріччя, викликані наданням поблизу улусу Шибану і Орда Іхену. Останній при цьому був рівноцінним правителем лівого (східного) крила — Білої Орди. В той же час улус Тука-Тимура опинився у подвійному підпорядкуванні: Бату і Орду Іхена.
Ймовірно, що у до 1252 року улус було розділено: західні землі увійшли до улусу Бату і улусу Берке, а східні підпорядкувалися улусу Орду Іхена. Разом з тим один з синів Тука-Тимура (Кай-Тимур) зберіг володіння (юрт) на Мангишлаку. Тукамитуриди отримали улус Манкерман (Баян), а потім Крим (Уран-Тимур).
Після 1320 року в результаті фактично підпорядкування Білої Орди золотоординському ханові Узбеку владу в східній частині колишнього улусу Тука-Тимура було надано еміру Ісатаю з племені кият. Наприкінці століття тут утворився Мангитський юрт.

## Територія
Охоплював Мангишлак, Хаджи-Тархан (гирло річки Волга) і «область асів» (Аланію) на Північному Кавказі.